# Nikon Coolpix S8000
Le Nikon Coolpix S8000 est un appareil photographique numérique de type compact fabriqué par Nikon de la série de Nikon Coolpix.
Commercialisé en 2010, le S8000 est un appareil compact de dimensions réduites, d'une définition de 14,2 mégapixels et d'un zoom optique de 10x. Il permet des prises de vue en macrophoto à partir d'une distance de 10 mm

## Caractéristiques
- Capteur CCD définition 14,2 millions de pixels
- Zoom optique : 10x, numérique : 4x
  - Distance focale équivalence 35 mm : 30-300 mm
  - Ouverture maximale de l'objectif : F/3.5-F/5.6
- Stockage : carte SD - mémoire interne de 32 Mo
- Batterie propriétaire rechargeable Lithium-ion type EN-EL12
- Poids : 184 g sans accessoires (batterie et carte mémoire)[2]